# حمام کارشک
حمام کارشک مربوط به دوره صفوی - دوره قاجار است و در شهرستان قائنات، روستای کارشک واقع شده و این اثر در تاریخ ۵ آذر ۱۳۸۰ با شمارهٔ ثبت ۴۴۹۳ به‌عنوان یکی از آثار ملی ایران به ثبت رسیده است.